# Устричное
Устричное (укр. Устричне) — озеро на территории Скадовского района (Херсонская область, Украина). Площадь водного зеркала — 3,94 км². Тип общей минерализации — пресное. Происхождение — лиманное. Группа гидрологического режима — бессточное.

## География
Длина — 3,05 км. Ширина средняя — 1 км, наибольшая — 1,85 км. Высота над уровнем моря: 0,5 м.
Озеро от Чёрного моря отделено пересыпью шириной 120-330 м. С морем не сообщается. Водоём неправильной удлинённой формы, вытянутый с северо-запада на юго-восток.
Берега пологие. 
Непосредственно восточнее озера расположен пгт Лазурное. На северном берегу расположена Скадовская солнечная электростанция.